# Rhadinaea flavilata
Rhadinaea flavilata är en ormart som beskrevs av Cope 1871. Rhadinaea flavilata ingår i släktet Rhadinaea och familjen snokar. IUCN kategoriserar arten globalt som livskraftig. Inga underarter finns listade i Catalogue of Life. Arten ingår i underfamiljen Dipsadinae som ibland godkänns som familj.
Denna orm är smal och når en längd av 25,5 till 30,5 cm. Den har på ovansidan en gulbrun till rödbrun kroppsfärg samt vita läppar och en tunn mörk linje från nosen över ögonen till mungiporna. På bålens undersida förekommer gulvita fjäll. Rhadinaea flavilata har runda pupiller.
Arten förekommer med flera från varandra skilda populationer i sydöstra USA, huvudsakligen nära havet. Utbredningsområdet sträcker sig från South Carolina till Florida och västerut till Louisiana. Ormen vistas främst i låglandet upp till 30 meter över havet. Habitatet utgörs främst av skogar som domineras av granar. Den besöker även torra platser med lövträd och den hittas på några mindre öar i samma region.
Rhadinaea flavilata gömmer sig ofta under lösa barkskivor, i lövskiktet eller i den sandiga jorden. Nära vatten uppsöker den ibland bon som skapades av kräftor. Arten jagar andra mindre kräldjur som ödlor eller mindre ormar samt groddjur och insekter. Det giftiga bettet anses inte vara farlig för människor. Parningen sker under våren och senare lägger honan några ägg, vanligen i förmultnande grenar. De nykläckta ungarna är cirka 13 cm långa.